# إدنا ألفورد
إدنا ألفورد هي كاتِبة وشاعرة كندية، ولدت في 19 نوفمبر 1947 في Turtleford ‏ في كندا.